# Amt Herzhorn

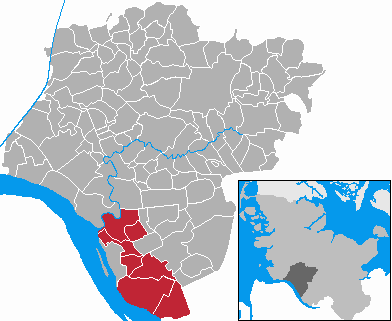
Lage des ehemaligen Amtes Herzhorn im Kreis Steinburg

Das Amt Herzhorn war ein Amt im Süden des Kreises Steinburg in Schleswig-Holstein. Der Verwaltungssitz des Amtes war in Herzhorn. Das Amt wurde mit Ablauf des Jahres 2007 aufgelöst.
Auf einer Fläche von 94 km² lebten zuletzt knapp 6500 Einwohner in den Gemeinden
1. Blomesche Wildnis
2. Borsfleth
3. Engelbrechtsche Wildnis
4. Herzhorn
5. Kollmar
6. Krempdorf
7. Neuendorf b. Elmshorn

## Geschichte
1889 wurde der Amtsbezirk Herzhorn aus den Gemeinden Engelbrechtsche Wildnis und Herzhorn gebildet. Nach Auflösung der Amtsbezirke bildeten die beiden Gemeinden ab 1948 das Amt Herzhorn. 
1963 schlossen sich die Gemeinden Blomesche Wildnis, Borsfleth, Elskop und Krempdorf aus dem aufgelösten Amt Borsfleth dem Amt Herzhorn an.  
Nach Auflösung des Amtes Kollmar 1970 schlossen sich dessen Gemeinden Groß Kollmar, Klein Kollmar und Neuendorf b. Elmshorn dem Amt an. Die Gemeinde Elskop schied aus und schloss sich dem Amt Krempermarsch an. 1974 fusionierten Groß und Klein Kollmar zur heutigen Gemeinde Kollmar.
Zum 1. Januar 2008 traten die sieben Gemeinden des Amtes Herzhorn dem Amt Horst bei, das daraufhin seinen Namen in Amt Horst-Herzhorn änderte.